# Márkaépítés
A márkaépítés az a folyamat, melynek során egy vállalatot megkülönböztetnek a versenytársaktól, kidolgozzák a saját arculatát, ami egy maradandó benyomást kelt az emberekben. A márkaépítés legfontosabb összetevői közé tartozik a márka identitásának meghatározása, a márka kommunikációja, a márka ismertsége, a márkahűség, és a különböző márka stratégiák.

## A márka fogalma
A márka fogalmát nehéz meghatározni, egységes, mindenki által elfogadott definíciót még nem sikerült alkotni. A leginkább elterjedt meghatározás az Amerikai Marketing Szövetség nevéhez fűződik. Eszerint a márka „egy név, kifejezés, jel, szimbólum, dizájn, vagy ezek kombinációja, amelynek célja, hogy egy eladó vagy eladói csoport termékét vagy szolgáltatását azonosítsa, és megkülönböztesse a versenytársakétól.”
A márka szó helyett manapság inkább az angolból átvett brandet használják. Sokkal többet jelent egy névnél, lefed mindent, ami egy cég, termék, vagy akár személy arculatát meghatározza. Ebben benne van az is, amit az adott brand magáról állít, és az is, amit a külvilág gondol róla, ami a név hallatán eszükbe jut. Ezek a tényezők mind befolyással vannak arra, hogy milyen az adott márka piaci helyzete, mennyire tud érvényesülni a konkurencia mellett.
Éppen ez az, amiért a márkaépítés fontos feladat: egy olyan arculatot, képet kell kialakítani, mely szerint az adott márka jobb a többinél. Ez lesz az az érték, amiért nem a konkurenciát választják majd az emberek, ami kiemeli az adott céget a hasonló terméket vagy szolgáltatást kínálók közül. A márka alapos felépítése révén lehet maradandót alkotni.

## A márkaépítés célja
Márkaépítésre azért van szükség, hogy ismertté és elismertté tudjuk tenni a termékünket vagy a szolgáltatásunkat. Hiába van egy jó ötletünk, és hiába építünk rá egy vállalkozást – ha a márkaépítést kihagyjuk, igen mérsékelt esélyünk van a sikerre. A brandünk lesz az, ami miatt kiemelkedünk majd a piacon, ami miatt nem a konkurenciát választják majd az emberek.
A márkaépítés célja, hogy a fogyasztók az adott vállalat termékeit vagy szolgáltatásait részesítsék előnyben a többivel szemben, és kevésbé legyen befolyásoló tényező az ár. Ha a márkaépítés jól sikerül, az emberek ragaszkodni fognak a cég termékeihez, szolgáltatásaihoz, még akkor is, ha ugyanazt olcsóbban megkaphatnák máshol. Sikeres márkaépítés esetén a márka neve egyenlő a minőséggel, egyfajta garanciát jelent a fogyasztók számára, hogy a legjobbat kapják a pénzükért.

### A márkaépítés lépései

#### A márka hátterének megalkotása
Ide tartozik a küldetés, a cél megfogalmazása, a márkanév megalkotása, az irányelv kitalálása. A márka hátteréhez tartozik a minőség meghatározása és fenntartása, hiszen az igazán fontos az, hogy egy márkanévről a minőség jusson a fogyasztók eszébe.

#### A látványvilág megalkotása
Egy márkát akkor lehet igazán belevésni az emberek fejébe, ha egyedi, kizárólag rá jellemző dizájn és stílus tartozik hozzá. Ide értendő egy jól kidolgozott, kifejező logó kidolgozása, a színvilág megalkotása, esetleg egy hangzatos szlogen. Ennek az a célja, hogy érzelmi reakciókat váltson ki az emberekből, illetve legyen mihez kötni az adott terméket.

#### Márka kommunikáció
Az előző két pont munkájának gyümölcse csak akkor érik be, ha a márka ismertté válik. Ehhez szükség van a média erejére, a reklámokra, marketingre. Fel kell építeni egy jól használható stratégiát a márka ismertté tételére, figyelembe véve a célcsoport tulajdonságait, az esetleges hiányt, amit a márka hivatott betölteni.

#### Márkapercepció
Fel kell építeni a márka hitelességét, hogy a fogyasztók elhiggyék, valóban minőséget képvisel. Ide tartozik, hogy a márka kommunikációja hiteles legyen az emberek számára, azaz a márka szavahihető legyen. Ez kulcsfontosságú a népszerűség szempontjából.

#### Márkaélmény
Ez az a plusz, ami a márkát igazán márkává teszi, ami lehetőséget ad arra, hogy ugyanazt a terméket egy márkanévvel ellátva drágábban lehessen eladni a konkurenciához képest.